# Richard Sagrits

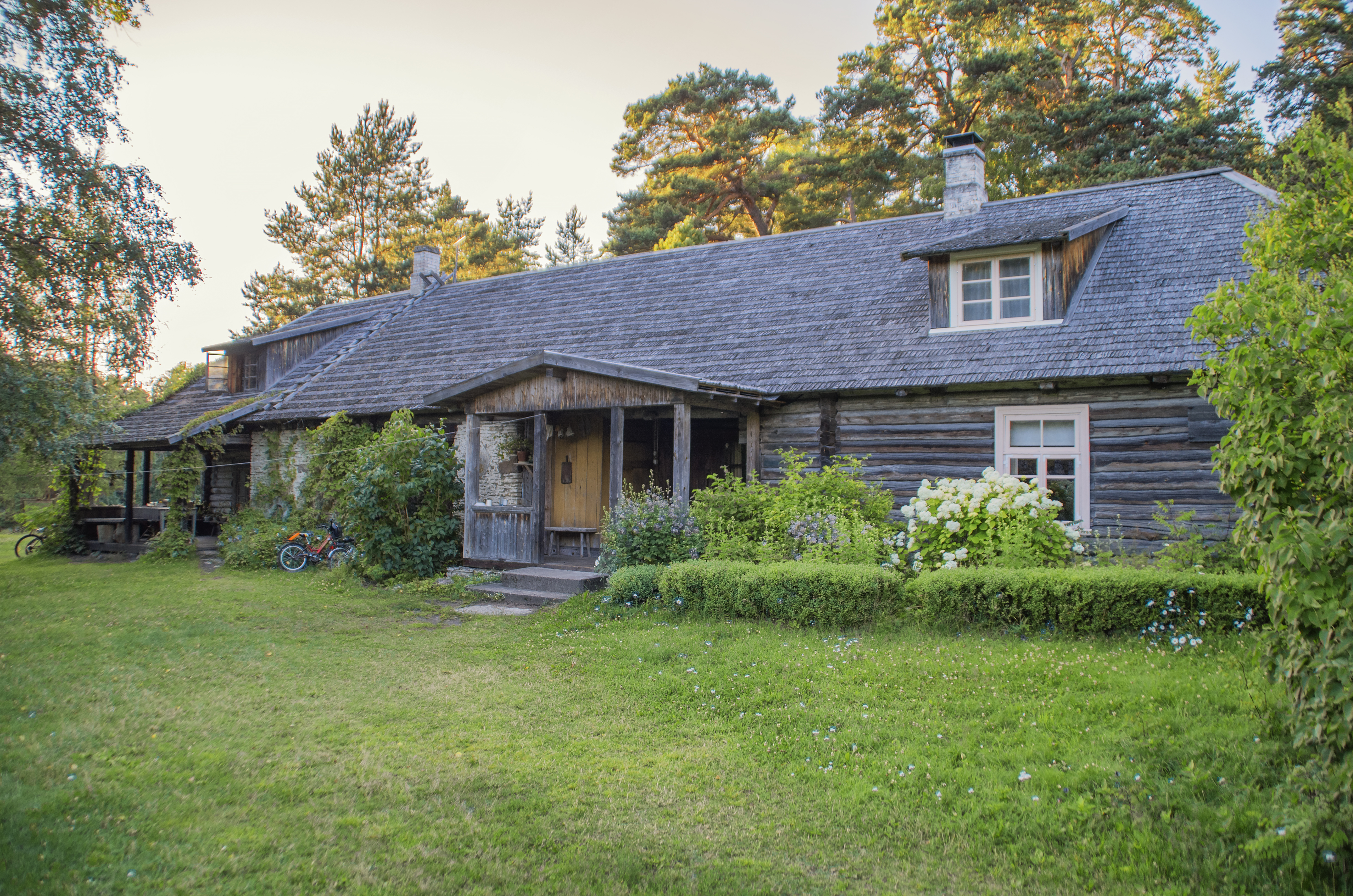
Het Sagrits museum

Richard Sagrits (Karepa, Lääne-Virumaa, 19 december 1910 – Tallinn, 11 december 1968) was een Estse schilder en grafisch ontwerper.
Sagrits kwam uit een vissersfamilie. Na zijn gymnasiumtijd in Rakvere ging hij decoratieve schilderkunst studeren. In 1930 verhuisde hij naar Tartu om zijn schildersopleiding voort te zetten aan de Pallas-kunstacademie, de eerste kunstacademie van Estland, waar hij in 1936 afstudeerde.
Tijdens de Tweede Wereldoorlog verhuisde hij naar de Sovjet-Unie, waar hij zijn vrouw Alice ontmoette, met wie hij in 1944 terugkeerde naar Estland.
Sagrits schilderde in 1947 het plafond van de Estse Nationale Opera in de stijl van het sociaal realisme.
In zijn familiehuis in Karepa bevindt zich het Sagrits museum